# Francisco Sánchez (lottatore)
Francisco Javier Sánchez Parra (Palma di Maiorca, 30 giugno 1979) è un lottatore spagnolo, specializzato nella lotta libera.

## Biografia
E fratello di Moisés Sánchez Parra, anche lui lottatore di caratura internazionale.
Ha partecipato ai Giochi del Mediterraneo di Almería 2005, dove ha vinto la medaglia d'oro nella categoria dei 55 kg, superando il siriano Firas Al-Rifaei in finale.
Agli europei di Tampere 2008 si è aggiudicato la medaglia di bronzo.
Ha rappresentato la Spagna ai Giochi olimpici estivi di Pechino 2008, dove è stato eliminato agli ottavi nel torneo dei 55 kg.

## Palmarès
- Europei

Tampere 2008: bronzo nei 55 kg;
- Giochi del Mediterraneo

Almería 2005: oro nei 55 kg;